# Ulearum donburnsii
Ulearum donburnsii är en kallaväxtart som beskrevs av Thomas Bernard Croat och Feuerst. Ulearum donburnsii ingår i släktet Ulearum och familjen kallaväxter.
Artens utbredningsområde är Ecuador. Inga underarter finns listade.